# 平成享保
平成享保（へいせいきょうほう）とは、日本の社会学者古田隆彦が平成元年（1989年）、今後訪れるであろう人口減少社会を、江戸時代の元禄時代から享保時代からの転換期にちなみ、福田赳夫が1964年(昭和39年)に当時の世相を「昭和元禄」と表現したことになぞらえた造語。

## 概要
この説は以下のようにまとめられる。
- 1つの文明で支えられる人口には限りがある（人口容量）。
- 人口容量は、時代とともに大きく変動する（人口波動）。

また、人口波動には、以下の6種類があるとしている。
- 新しい文明によって自然環境の新たな利用が可能になるという期待の下に、出生数が微増し、死亡数が微減する始動期。
- 新しい文明が自然環境の利用を開始するにつれて、出生数が上昇しはじめ、死亡数が低下しはじめる離陸期。
- 新しい文明が自然環境の利用を本格化するに伴って、出生数が急増し、死亡数が急減する上昇期。
- 1つの文明が自然環境の利用を拡大し続けているものの、出生数が微減し、死亡数が微増しはじめる高揚期。
- 1つの文明による自然環境の利用が飽和するにつれて、出生数が停滞し、死亡数が増えはじめる飽和期。
- 1つの文明による自然環境利用の限界化に伴って、出生数が急減し、死亡数が急増する下降期。[3][4]

そして、戦国時代から江戸時代までの人口波動を農業後波とし、幕末から昭和、平成までの人口波動を工業現波としている。ここでは、以下の共通点を述べる。

### 農業後波
室町幕府が弱体化し、各地で戦乱が起きるようになると、守護大名が戦国大名へと変わっていった。これら戦国大名は、領地での農業生産の最大化と領民の増加を目指し、版図拡大を競うようになった。その後、16世紀半ばになると各地で大規模大名が誕生し、末頃には織豊時代を経て徳川家による江戸幕府が誕生した。これにより、社会に平和が訪れ、農業技術が日本全国に広がるようになり、その後17世紀末まで人口が大幅に拡大した。その過程で、上方文化を始めとする文化が花開くようになる。
しかし、その後は人口が停滞し、18世紀からは人口が3000万人前後で停滞した。社会・経済的にも大きく停滞したため、八代将軍・徳川吉宗によって「享保の改革」が行われる。また田沼意次の改革により文化は成熟し、その後1世紀に亘り人口は停滞し続けたものの、化政文化などといった江戸文化が大きくが栄えた。

### 工業現波
その後、黒船来航により江戸幕府の地位が揺らぐようになると、薩摩藩や長州藩を始めとする雄藩が、西欧の技術を用いて技術革新を行った。そして、江戸幕府が滅亡し明治政府が誕生すると、技術が日本全国に広がり、20世紀初頭には人口が7000万人に達し、大正期には大正デモクラシーが生まれた。しかし、昭和恐慌や世界恐慌により経済状況が不安定になり、日中戦争・太平洋戦争での敗退により、停滞期を迎える。
終戦後は高度経済成長で一時はGDPがアメリカに次ぐ世界2位になると、同時に文化も栄え、昭和元禄と呼ばれるまでに至った。しかし、昭和時代が終わり平成時代に入ると、失われた10年を始めとする不況時代に入る。また、人口も2005年より減少期に入った。
古田隆彦はこの状態をもって、現在の時代には田沼意次のような人物が必要だと論じている。

## 共通意見
堺屋太一も、経済・社会情勢の歴史的な類似性から、「昭和元禄」から「平成享保」への移行を、次のように指摘する。

「昭和元禄」の後に「平成享保」が続いているのだろうか。今やそんな危惧も禁じ得ない。というのも、昭和後期の歴史的な位置と社会状況には、元禄と類似したところがいくつかあるからだ。

それだけに、これからも同じことが起こる可能性は十分にある。「昭和元禄」の後に「平成享保」が来たとしても驚くには当たらない。

## 関連書籍
- 古田隆彦『ボーダーレス・ソサイエティ：時代は「昭和・元禄」から「平成・享保」へ』PHP研究所、1989年、ISBN 978-4569526430